# ترفندهای روزمره

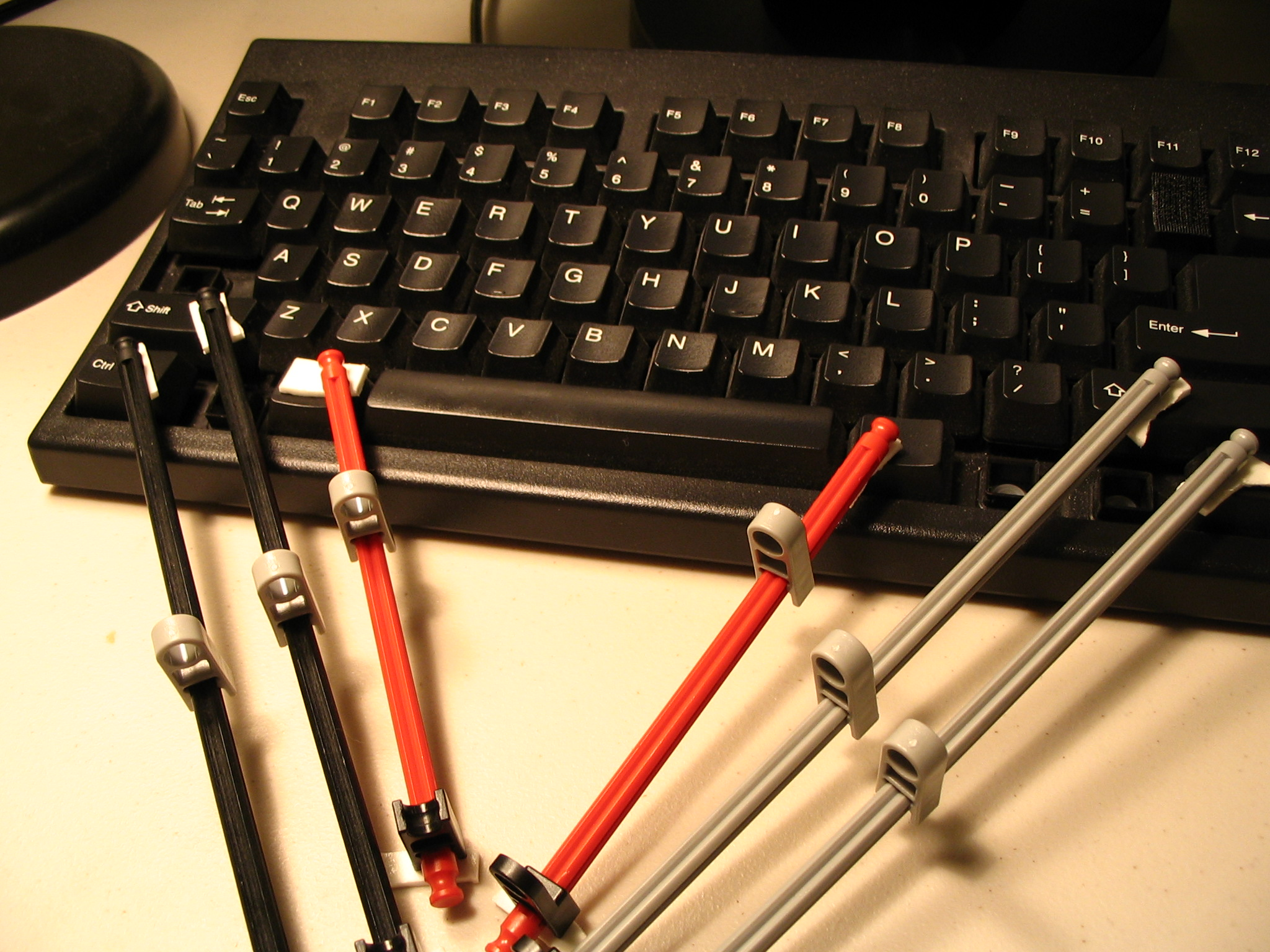
لایف هک‌ها در واقع ایده‌های ساده و کم هزینه‌ای هستند برای این که بتوان با ابزارهای ساده و روزمره یا حتی وسایلی که ماهیت ابزاری ندارد، ابزارهای مفید ساخت.

ترفندهای روزمره یا لایف هک (به انگلیسی: Life Hack) به هرنوع ترفند، مهارت، میانبر و روش جدیدی که باعث افزایش بهره‌وری و کارایی در تمام جنبه‌های زندگی شود اشاره دارد. لایف هک‌ها در واقع ایده‌های ساده و کم هزینه‌ای هستند برای این که بتوان با ابزارهای ساده و روزمره یا حتی وسایلی که ماهیت ابزاری ندارد، ابزارهای مفید ساخت.

## تاریخچه
تاریخچهٔ استفاده از واژه هک و هکر به استفاده آن در مؤسسه فناوری ماساچوست در سال ۱۹۶۰ برمی‌گردد. معنی اصلی آن سود بردن از یک روش سریع و هوشمندانه برای حل مشکلی تکنیکی است. در اصطلاح روزمره، هک به معنی نفوذ به یک سیستم رایانه‌ای می‌باشد که با داشتن دانش بالا در زمینه‌هایی مانند برنامه‌نویسی و نرم‌افزار می‌تواند بدون داشتن ملزومات لازم به یک سیستم نفوذ کند و از منابع آن برای خود بهره‌برداری نماید. این کلمه بعد تر به کلمه لایف هک گسترش پیدا کرد تا معنای بیشتری از موارد مربوط به رایانه پیدا کند و شامل روش‌های سریع و هوشمندانه برای حل مشکلات روزمره زندگی هم بشود.

## محبوب شدن
واژه لایف هک اولین بار در سال ۲۰۰۴ در کنفرانس فناوری در حال توسعه اورایلی مدیا در سن دیه گو، کالیفرنیا توسط روزنامه‌نگاری بنام دنی اوبراین برای توصیف اسکریپت‌ های «شرم آور» و میانبرهای حرفه‌ای فناوری اطلاعات استفاده شد. پس از این ارائه، استفاده از اصطلاح لایف هک در جامعه فناوری و وبلاگ‌نویسی گسترش یافت.
اوبراین و وبلاگ‌نویس مرلین مان در سال ۲۰۰۵ در کنفرانس فناوری امروزی اورایلی مدیا یک جلسه به نام "Life Hacks Live" ارائه کردند. این دو همچنین در مجله Make که در فوریه ۲۰۰۵ ساخته شده‌است، یک ستون تحت عنوان "Life Hacks" دارند.
جامعه زبان آمریکا از واژه لایف هک به عنوان بهترین کلمه سال ۲۰۰۵ یاد می‌کند. همچنین فرهنگ لغت انگلیسی آکسفورد در سال ۲۰۱۱ این واژه را به واژگان کتاب آنلاین خود اضافه کرد.